# Владо Малески
Владо Малески (Струга 5. септембар 1919 — Струга, 23. септембар 1984) био је истакнути македонски писац, политички радник, издавач и револуционар.

## Биографија
Право је студирао у Београду. Учествовао је у Другом светском рату. Био је уредник часописа и новина, директор Радио Скопља и високи републички функционер и југословенски амбасадор у Либану, Етиопији и Пољској. Од 1945. објављивао кратку прозу, а од 1958. романе, полемике и дневничке записе. У главнини дела тематизује људске судбине и догађаје из рата и револуције. Први радови у знаку су соцреализма с обележјима неоромантизма (Црвена георгина - Ђурђина алова, 1950). Романи Оно што беше небо (Она што беше небо, 1958) и Разбој (1969) одликују се сложеним приповедним поступцима и психолошко-реалистичким обликовањем, усклађеним са модернистичким начином прозног писања. Недовршен, посмртно објављен роман Чворови (Јазли, 1990) садржи аутобиографске елементе. Убраја се међу најврсније стилисте у македонској прози. Написао је сценарио за први македонски играни филм Фросина (1951).
Написао је химну Северне Македоније Данас над Македонијом.

## Награде
Добитник је награда „11. октобар“, „4. јул“, „АВНОЈ“, за књижевни опус Издавачког предузећа „Мисла“ и Рацинове награде.